# Asio flammeus sanfordi
El lechuzón de campo malvinero o lechuza de las Malvinas (Asio flammeus sanfordi) es una de las subespecies en que se divide la especie de ave rapaz  nocturna Asio flammeus. Habita en pastizales de las islas Malvinas, ubicadas en el océano Atlántico al sudeste del Cono Sur de América del Sur.  

## Taxonomía
Descripción original
Este taxón fue descrito originalmente en el año 1919 por el zoólogo estadounidense Outram Bangs.
Localidad tipo
La localidad tipo referida es: “isla León Marino, islas Malvinas”.
Etimología
Etimológicamente, el término subespecífico sanfordi es un epónimo que refiere al apellido de la persona a quien fue dedicada, el médico cirujano y ornitólogo aficionado estadounidense Leonard Cutler Sanford, del Museo Americano de Historia Natural, quien promovió una gran expedición de recolección de aves a América del Sur para ampliar las colecciones del museo, la cual tuvo lugar entre 1912 y 1917 y produjo un gran número de muestras, las que fueron la base de numerosos estudios efectuados por Robert Cushman Murphy, los que luego serían publicados en dos volúmenes en la obra “Oceanic Birds of South America”.

## Distribución y hábitat
Esta subespecie se distribuye de manera endémica en el archipiélago de las Malvinas, ubicado en el océano Atlántico Sudoccidental al sudeste del Cono Sur de América del Sur, frente a las costas del sector continental de la Patagonia argentina.
Habita en pastizales isleños, particularmente en los altos pajonales de pasto tussock,  desde el nivel marino hasta altitudes no mayores a los 500 m s. n. m.. Nidifica en casi todas las islas del archipiélago, siendo también una especie residente.

## Características
Es más ligero y pequeño que la subespecie correspondiente a la Patagonia continental (Asio flammeus suinda), la cual posee la longitud de la cuerda del ala de entre 310 y 323 mm mientras que en esta va de 276 a 288 mm.

## Costumbres
Se alimenta en especial de aves, entre las cuales destacan el pañío gris (Garrodia nereis) y los potoyuncos (Pelecanoides), así como la remolinera negra (Cinclodes antarcticus) y el prion pico fino (Pachyptila belcheri). También captura invertebrados, como los grillos de los diques flotantes y grandes gusanos o gorgojos. Durante el invierno ronda las construcciones humanas, donde caza ratas, gorriones (Passer domesticus) y pájaros pequeños.